# Kimmo Kinnunen
Kimmo Kinnunen (Äänekoski, 31 maart 1968) is een voormalige Finse atleet, die was gespecialiseerd in het speerwerpen. Hij werd wereldkampioen op deze discipline. Hij nam driemaal deel aan de Olympische Spelen, maar won hierbij geen medailles.

## Biografie
Kimmo Kinnunen komt uit een sportieve familie. Zijn vader Jorma Kinnunen was eveneens een sterk speerwerper. Jorma vertegenwoordigde Finland driemaal bij de Olympische Spelen, won olympisch zilver en had van 1969 tot 1972 het wereldrecord in handen. Ook zijn broer was een atleet. Op 18 juli 1986 nam Kimmo deel aan het WK voor junioren in Athene. Hierbij behaalde hij een vijfde plaats.
In 1988 maakte hij zijn olympisch debuut op de Olympische Spelen van Seoel. In de kwalificatieronde verbeterde hij zijn persoonlijk record tot 80,24 m. In finale finale moest hij met 78,04 m genoegen nemen met een tiende plaats. Als hij dezelfde afstand had gegooid in de kwalificatieronde zou hij zevende zijn geweest.
Zijn beste beste prestatie van zijn atletiekcarrière leverde hij in 1991. Aan het begin van het seizoen verbeterde hij zijn PR tot 85,46 meter. Op het WK 1991 in Tokio wierp hij in de kwalificatieronde met 88,48 meter de beste worp van alle deelnemers en plaatste zich zodoende voor de finale. In de finale de volgende dag veroverde hij de wereldtitel door met 90,82 meter zijn landgenoot en titelverdediger Seppo Räty (zilver; 88,12) en de Sovjet-Russische atleet Vladimir Sasimovich (brons; 87,08) voor te blijven. Die prestatie leverde hem aan het einde van het jaar de uitverkiezing op van Fins sportman van het jaar.
Twee jaar later kon hij zijn titel niet prolongeren bij de wereldkampioenschappen atletiek 1993 in Stuttgart. Zijn beste poging van 84,78 m werd overtroffen door de Tsjech Jan Železný, die met 85,98 ruim een meter verder wierp de en wereldtitel pakte.
Hij is getrouwd met atlete Sari Raumalan en ze hebben samen vier kinderen.

## Titels
- Wereldkampioen speerwerpen - 1991

## Persoonlijke records
| Onderdeel   | Prestatie | Datum            | Plaats |
| ----------- | --------- | ---------------- | ------ |
| speerwerpen | 90,82     | 26 augustus 1991 | Tokio  |
| kogelstoten | 11,72 m   | 1987             |        |

## Palmares

### speerwerpen
- 1986: 5e WK junioren
- 1988: 10e OS - 78,04 m
- 1990: 8e EK - 79,00 m
- 1991:  WK - 90,82 m
- 1991:  Grand Prix Finale - 82,98 m
- 1992: 4e OS - 82,62 m
- 1993:  WK - 84,78 m
- 1993: 6e Grand Prix Finale - 77,04 m
- 1996: 7e OS - 84,02 m

## Prestatieontwikkeling
| Jaar        | 1986  | 1987  | 1988  | 1989  | 1990  | 1991  | 1992  | 1993  | 1995  | 1996  | 1997  | 1998  | 1999  | 2000  | 2001  |
| Afstand (m) | 71,72 | 72,94 | 80,24 | 83,10 | 81,46 | 90,82 | 83,42 | 79,34 | 85,64 | 85,32 | 82,48 | 84,23 | 85,96 | 81,41 | 81,35 |

1983: Detlef Michel ·
1987: Seppo Räty ·
1991: Kimmo Kinnunen ·
1993: Jan Železný ·
1995: Jan Železný ·
1997: Marius Corbett ·
1999: Aki Parviainen ·
2001: Jan Železný ·
2003: Sergej Makarov ·
2005: Andrus Värnik ·
2007: Tero Pitkämäki ·
2009: Andreas Thorkildsen ·
2011: Matthias de Zordo ·
2013: Vítězslav Veselý ·
2015: Julius Yego ·
2017: Johannes Vetter ·
2019: Anderson Peters ·
2022: Anderson Peters ·
2023:  Neeraj Chopra